# 김성수 (아나운서)
김성수(1959년 9월 10일 ~ )는 대한민국의 KBS의 前 아나운서였다.

## 경력
- 1981년 : KBS 8기 공채 아나운서
- ~ 2010년 : KBS 아나운서실 한국어팀 팀장
- 2010년 1월 1일 ~ 2011년 12월 31일 : KBS 편성센터 아나운서실 아나운서부장
- 2011년 1월 1일 ~ 2016년 9월 30일: KBS 편성센터 아나운서실 아나운서실장
- 2016년 10월 1일 ~ 2018년 1월 24일: KBS 편성센터 아나운서실 팀장

## 방송

### 텔레비전
- 2010년 : KBS 1TV 《김성수의 한국 한국인》
- 2017년 : KBS 1TV 《KBS 뉴스 12》 임시진행